# ハリウッド外国人映画記者協会

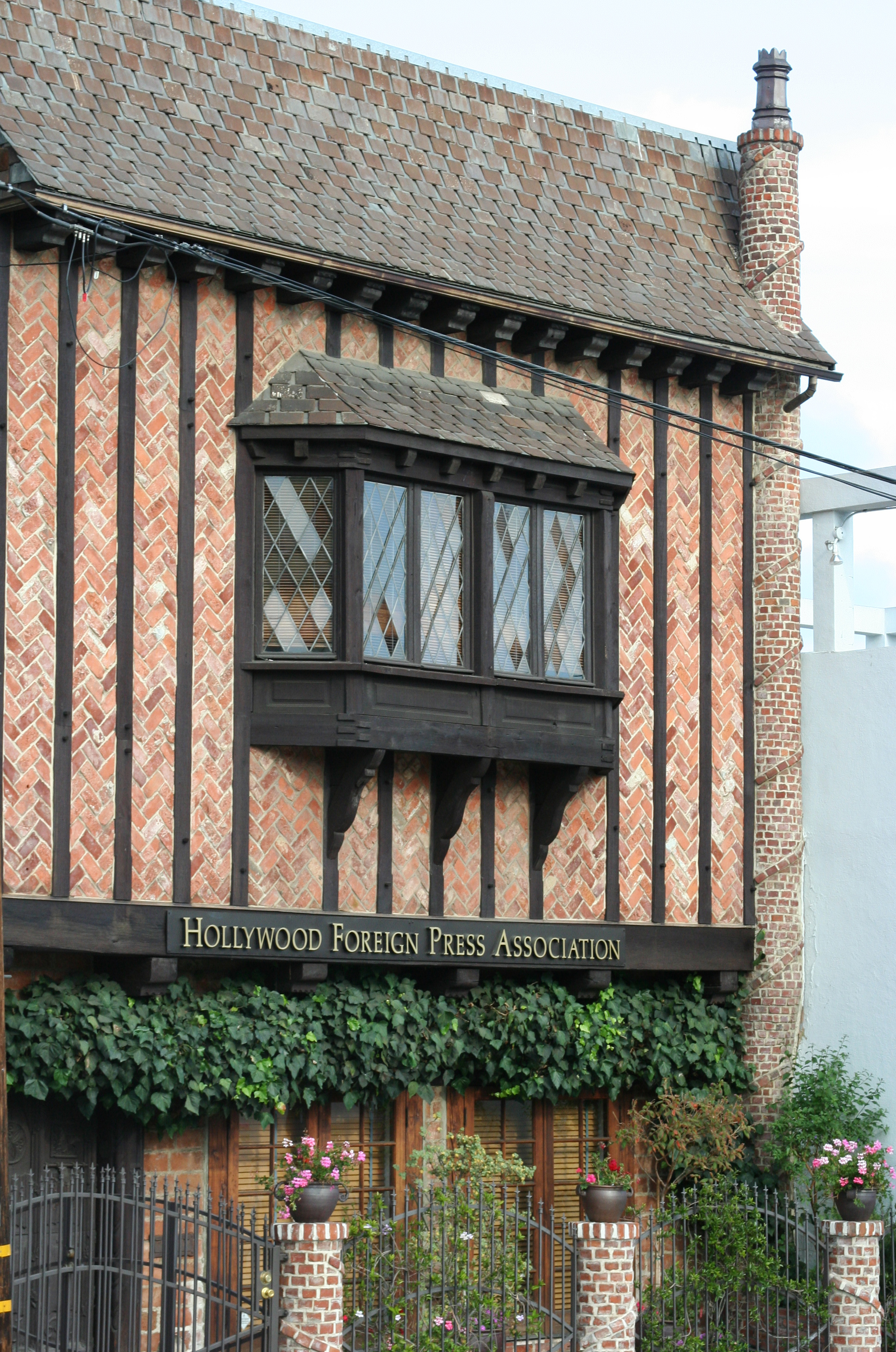
ロサンゼルスにあるハリウッド外国人映画記者協会の建物の外観

ハリウッド外国人映画記者協会（The Hollywood Foreign Press Association, 略称: HFPA）は、アメリカ合衆国の映画業界をカバーする、ヨーロッパ、アジア、オーストラリア、ラテンアメリカの新聞・雑誌記者による団体である。協会は毎年1月にゴールデングローブ賞の授賞式をロサンゼルスで開催していた。

## 歴史
1943年、情報伝達をスムーズに行えるようにロサンゼルスを拠点とする外国人ジャーナリストによって前身組織「Hollywood Foreign Correspondents Association」が設立された。
最初の授賞式は1944年初頭に映画業界の実績を賞すために20世紀フォックスの非公式パーティとして実施された。主演女優賞はジェニファー・ジョーンズ（『聖処女』）、主演男優賞はポール・ルーカス（『ラインの監視』）、作品賞は『聖処女』が受賞した。賞はスクロール形式で発表された。
1950年、協会は意見の対立により「The Hollywood Foreign Correspondents Association」と「The Foreign Press Association of Hollywood」の2つに分裂するが、1955年に対立が終結すると両団体は現在と同名の「The Hollywood Foreign Press Association」として再スタートした。
1955年度よりゴールデングローブ賞にはテレビ部門が新設された。2011年時点で映画14部門、テレビ11部門の賞を設けている。
2023年6月12日、HFPAは解散し、ゴールデングローブ賞はディック・クラーク・プロダクションズとエルドリッジ・インダストリーズが、すべての資産と権利を取得。新組織に移行した。

## 会員
会員になるにはかつては「南カリフォルニア在住」「現会員2名からの推薦」「1年あたり最大5人まで」といった条件があったが、批判（後述）を受け、2021年に撤廃された。
会員数は2014年1月時点で88名だったが、2021年時点では100名を超えている。
2021年12月時点の人種構成比率は、アフリカ系29％、ラテン系29％、アジア系24％、中東・北アフリカ系10％。男女比率は男性52％、女性48％となっている。

### 日本人会員
2021年現在の日本人会員は5名。
- 成田陽子（1985年から）[8]
- 中島由紀子[6]
- 小西未来（2011年から）[9]
- 吉川優子（2021年から）[6]
- 平井伊都子（2021年から）[6]

## 批判

### セクシャルハラスメント
2018年、ブレンダン・フレイザーが、2003年にHFPA元会長のフィリップ・バークからセクシャルハラスメントを受けていたことを告白。この時の心身的ショックによって鬱状態になったことが、第一線から退がった一因であったと自ら語っている。一連の報道を受けHFPA側が声明を出すも、その裏でフレイザーへの被害を「ジョーク」と評し、更に告発者であるフレイザーの名を実質ブラックリスト入りさせ、彼の出演作をボイコット扱いしたことも後日判明。氏への敬意を欠き、問題を軽んじているとして批判を浴びている。

### 人種・女性差別問題
2021年2月、ロサンゼルス・タイムズは同協会が、80人程度の少人数で構成されていること、20年近く新たに黒人会員を迎え入れておらず現在黒人会員が0名である事などの問題点を指摘した。
ドラマ『グレイズ・アナトミー』のクリエイターなどで知られるションダ・ライムズは、アフリカ系を起用したドラマ『ブリジャートン家』の記者会見を行ったところ、HFPAの記者が一人も来なかったと暴露。これを切っ掛けにHFPAが以前からアフリカ系の俳優が主役を務めるドラマや映画を冷遇していたのではないかという疑惑が持ち上がった。
在米韓国人であるリー・アイザック・チョンが監督を務めた『ミナリ』が、台詞の半分以上が英語であるという作品賞の条件に適合しないことから、作品賞ではなく外国語映画賞にノミネートされたことで批判が殺到した。
同年5月7日、AmazonとNetflixがゴールデングローブ賞をはじめとする協会との関係をボイコットすると発表した。続く5月10日、HBOなどを傘下に持つワーナーメディアがボイコットを発表した。
同日、長らくゴールデングローブ賞を放送してきたNBCが、2022年の授賞式の放送を行わないと表明した。
ドラマ『ある家族の肖像/アイ・ノウ・ディス・マッチ・イズ・トゥルー』で第78回ゴールデングローブ賞の主演男優賞を受賞したマーク・ラファロは「この賞をもらったことを誇りに感じられないし、うれしいとも思えない」とNBCの決定を支持した。
俳優のスカーレット・ヨハンソンは声明を発表し、HFPAの記者会見ではセクハラや性差別的なコメントが多いと指摘。「抜本的な解決策が取られるまで我々はHFPAから距離を置くべきだ」と俳優に呼びかけた。
これを受け、これまで7回ノミネートされ、主演男優賞や助演男優賞など計3度受賞している俳優のトム・クルーズが、贈られた3つのトロフィーをすべてHFPA本部に返却していた事がABCテレビやピープル誌などによって報じられた。ハリウッド俳優の中でもトップクラスの俳優が同協会に抗議する姿勢を表明したことで、他の俳優たちが後に続く可能性は高いと見られている。
反HFPA運動をしてきた映画監督のエヴァ・デュヴァネイは、「女性差別、ゲイ差別、人種差別的なやり方で排他やハラスメントをし、偏見をもつHFPAに抗議するため、トム・クルーズは、もらったゴールデングローブを箱に入れてHFPAの受付に送り返してくれた」と行動を賞賛した。
10月1日、HFPAが新会員21人の追加を発表した。このうち約半数が女性、黒人も6人含まれており、批判を受けたことで多様性を意識した増員となっている。声明では「この8か月にわたって協会の規約を見直し、倫理と行動規範、多様性、平等性、包括性、ガバナンス、会員などを抜本的に変えた」と体質改善をアピールした。
12月13日、協会が第79回ゴールデングローブ賞のノミネート作品を発表。来年1月の授賞式の中継を見送ったNBCは、多くの俳優が同賞のボイコットを表明していると報道した。また、ハリウッドの100以上の芸能事務所は、協会側の「深遠で永続的な変化」が証明されない限り、同賞を受け入れないとする意向を示した。

### 公平性・不透明さ
作品賞、主演女優賞にノミネートされたネットフリックスのドラマ『エミリー、パリへ行く』の製作会社が、HFPA会員30名を撮影セットの取材に招待し、1泊1400ドル以上する高級ホテルへの宿泊など手厚い接待を行っていたことが判明し、賞の公平性が疑問視された。
2021年に増員され会員は100名となったが、約1万人の会員がいるとされるアカデミー賞と比較しても圧倒的に少ない。また、会員は一度選ばれると永久会員であるため、実際には既に執筆活動をしていないジャーナリストが多数いることや、入会資格が不透明であることなども以前から問題視されている。